# Imralla
Immralla/i- ist der Name einer hethitischen Stadt und eines Flusses sowie einer luwisch-hethitischen Gottheit. Der Name ist eine Erweiterung von luwisch im(ma)ra- „Feld, Flur, Steppe“.

## Stadt Imralla
Die Stadt Imralla (URUim-ra-al-la) lag an der Straße von der hethitischen Hauptstadt Ḫattuša nach Ankuwa. Kultdiener übernachteten die erste Nacht in Imralla, die zweite in Ḫupigašša (URUḫu-u-pí-ig-ga-aš-ša), bevor sie nach drei Tagesmärschen Ankuwa erreichten. Die Lage der beiden Stationen ist unbekannt, doch kann Imralla nicht mehr als 30 Kilometer südwestlich von Ḫattuša gelegen haben.

## Fluss Imralla
Der Fluss Imralla (hethitisch: ÍDim-ra-al-la) wird einmal in einem Orakeltext erwähnt, wonach ein urianni-Vogel von der Stadt Ḫaitta weg flog, zum Fluss Zuliya hin, wo offenbar bei der Mündung des Flusses Imralla, noch weitere Vogelorakel beobachtet wurden. Da die Stadt Ḫaitta, wie die Stadt Imralla, nicht mehr als ein Tagesmarsch von Ḫattuša entfernt lag, in derselben Richtung, dürften der Fluss und die Stadt zusammengehören.

## Gottheit Imralli
Imralli ist eine Gottheit, die im Kult der Göttin Ḫuwaššanna verehrt wurde. Ihr Beiname ḫardupi ist ungedeutet. Verwandte Gottheiten, deren Name vom selben Wort gebildet wurde, sind Immaršiya in Ištanuwa sowie Immarni.